# فانيسا فيليلا
فانيسا فيليلا (مواليد 28 يناير 1978) هي ممثلة أمريكية مكسيكية وسمسارة عقارات بدأت مسيرتها الفنية عام 1991.

## روابط خارجية
- فانيسا فيليلا على موقع IMDb (الإنجليزية)
- فانيسا فيليلا على موقع قاعدة بيانات الفيلم (الإنجليزية)